# San Martín de Solana
San Martín de Solana es una localidad española del municipio de Fiscal, perteneciente a la provincia de Huesca, en la comunidad autónoma de Aragón. En 2023, la entidad singular de población tenía empadronados cuatro habitantes y el núcleo de población, también cuatro.